# Invasion of the Body Snatchers (1956)
The Invasion of the Body Snatchers is een Amerikaanse sciencefictionfilm uit 1956 onder regie van Don Siegel. In Nederland werd de film destijds uitgebracht onder de titel De onzichtbare vijand valt aan.
Het scenario van de film gebaseerd op het boek The Body Snatchers (1955) van Jack Finney. Het is de eerste en meest bekende verfilming van dit boek.
Invasion of the Body Snatchers was een succes in de bioscopen, alleen al in 1956 werd 2,5 miljoen dollar omgezet. De film werd in 1994 opgenomen in het National Film Registry. De film staat 47e op AFI's lijst 100 Years... 100 Thrills.

## Verhaal
In het stadje Santa Mira in Californië lijkt een vreemde epidemie aan de gang. De lokale dokter, Miles Bennell, heeft te maken met een groeiend aantal patiënten die last hebben van achtervolgingswaanzin, ze denken dat hun familie en geliefden niet zichzelf zijn, maar dat anderen mensen hun identiteit hebben overgenomen. Miles weet zich niet goed raad met deze aanvallen van paranoïa en bespreekt de gevallen met dr. Kauffman, de psychiater. Volgens Kauffman is er sprake van een vorm van massahysterie.
Maar nog diezelde avond vindt een vriend van Bennell, Jack Belicec, een lichaam met zijn gelaatstrekken. Het lichaam is echter nog niet helemaal volgroeid. Niet lang daarna wordt een kopie gevonden van het lichaam van Becky, een vriendin van Miles. Het lichaam ligt in de kelder van haar huis. Als Miles Bennell de psychiater er bij haalt zijn de lichamen plotseling verdwenen en Kauffman denkt nu dat Bennell ook paranoïde aan het worden is. Maar nog de volgende nacht vindt Miles zijn eigen duplicaat die aan het groeien is uit een enorme peul. Nu begint hij te vermoeden dat een geheimzinnige kracht bezig is om de mensen in Santa Mira in hun slaap te dupliceren om vervolgens de originelen te vernietigen. Hij weet ook Becky en Jack en Teddy Belicec van deze theorie te overtuigen. Als ze naar de federale overheid willen bellen, zegt de telefoniste dat ze geen verbinding kan krijgen met toestellen buiten de stad. Al snel blijkt dat het grootste deel van de stad is overgenomen door de ‘peulen’. Jack en Teddy proberen met de auto de stad te verlaten om hulp te vragen.
Dan krijgt Bennell bezoek van Kauffman, de psychiater. Die meldt dat de ‘peulen’ eigenlijk buitenaardse wezens zijn en dat iedereen na de ‘overname’ van zijn lichaam een goed leven krijgt omdat emotie en individualiteit is uitgebannen. Kaufmann wordt gesteund door Jack, die net als de psychiater is overgenomen door de ’peulen’. Miles vlucht met Becky. Als ze even rusten bij een boerderij valt Becky in slaap en wordt overgenomen. Ze waarschuwt de ‘peulen’ en Miles Bennell vlucht naar de snelweg. Daar houdt hij auto’s aan en schreeuwt: “Ze zijn hier! Jullie zijn de volgende!”. Hij wordt opgepakt en naar een psychiatrische inrichting gebracht. Zijn psychiater, dr. Hill, gelooft uiteindelijk het verhaal van Bennell en meldt het aan de overheid.

## Rolverdeling

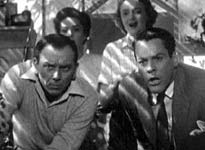
De vier primaire acteurs (van rechtsboven met de klok mee): Carolyn Jones, Kevin McCarthy, King Donovan, en Dana Wynter.

| Acteur             | Personage            |
| ------------------ | -------------------- |
| Kevin McCarthy     | Dr. Miles J. Bennell |
| Dana Wynter        | Becky Driscoll       |
| Larry Gates        | Dr. Dan Kauffman     |
| King Donovan       | Jack Belicec         |
| Carolyn Jones      | Theodora Belicec     |
| Jean Willes        | Sally Withers        |
| Ralph Dumke        | Nick Grivett         |
| Virginia Christine | Wilma Lentz          |
| Tom Fadden         | Ira Lentz            |
| Kenneth Patterson  | Stanley Driscoll     |
| Guy Way            | Sam Janzek           |
| Eileen Stevens     | Anne Grimaldi        |
| Beatrice Maude     | Oma Grimaldi         |
| Jean Andren        | Eleda Lentz          |
| Bobby Clark        | Jimmy Grimaldi       |

## Titel
De film droeg tijdens de productie de werktitel The Body Snatchers, gelijk aan de titel van het boek waar de film op gebaseerd is. Wanger wilde dit echter niet als definitieve titel nemen om verwarring te voorkomen met Val Lewton’s film The Body Snatcher uit 1945. Zijn tweede keus was They Come from Another World. Regisseur Don Siegel was echter tegen deze titel. Hij stelde zelf twee alternatieven voor: Better Off Dead en Sleep No More, terwijl Wanger aan kwam zetten met de titels Evil in the Night en World in Danger. Pas tegen het einde van de productie werd Invasion of the Body Snatchers gekozen als de definitieve titel.

## Voorgeschiedenis
De jonge auteur Jack Finney had al een groot succes op zijn naam staan toen zijn eerste boek werd verfilmd als 5 Against the House (1955). In 1954 had hij in SF-kringen opzien gebaard met zijn verhaal ‘’The Body Snatchers’’ dat in vier delen werd gepubliceerd in Colliers Magazine. Finney had aanvankelijk het idee iets te schrijven over een hond die wordt aangereden en dan blijkt dat het dier een geraamte had dat gedeeltelijk van staal was. Het dier zou zijn geopereerd door buitenaardse wezens. Maar er kwam verder geen inspiratie, waarna Finney het idee van dieren die werden geopereerd door buitenaardsen overzette op mensen die worden overgenomen door ‘aliens’. Al voordat het feuilleton in 1955 als roman werd gepubliceerd was producent Walter Wanger al geïnteresseerd. Hij had het verhaal in Colliers Magazine gevolgd en wist de filmrechten te verwerven. Hij liet de roman lezen aan regisseur Don Siegel die gelijk de mogelijkheden zag om er een film van te maken. Wanger die als onafhankelijk producent werkte wist de kleine studio Allied Artists over te halen om de productie te financieren. Noch Finney, noch Siegel hadden een allegorie in gedachten. Beide mannen wilden een goed en onderhoudend verhaal vertellen, al had Siegel wel de gedachte dat hij eindelijk kon laten zien dat de wereld was gevuld met menselijke peulen die geen enkel gevoel hadden voor cultuur of welke emotie dan ook vertoonden.

## Scenario
Scenarist Daniel Mainwaring schreef een scenario gebaseerd op Jack Finney's roman. Mainwaring was een oude bekende van regisseur Don Siegel en had onder het pseudoniem ‘Geoffrey Holmes’ scenario's geschreven voor The Big Steal (1949) en An Annapolis Story (1955) die Siegel had geregisseerd. Beide mannen hadden in de loop van de jaren een werkroutine opgebouwd, waarbij ze beiden eerst een aantal scènes doorspraken, die door Mainwaring op papier werden gezet. Vervolgens liet Siegel de uitgewerkte scènes zien aan producent Walter Wanger die weer commentaar gaf, waarna Mainwaring die weer verwerkte. Later zou ook scenarist Richard Collins bij het project betrokken worden. Het verhaal gaat dat Sam Peckinpah die als dialoog-trainer voor Siegel werkte het nodige heeft bijgedragen aan het scenario. Naar de mening van degenen die dicht bij het schrijversproces stonden heeft Peckinpah niet veel meer dan enige regels dialoog aangeleverd, Peckinpah zelf houdt vol dat het veel meer was, waarna Mainwaring zo boos werd dat hij dreigde met het indienen van een klacht bij de vakbond voor scenaristen als Peckinpah niet zou inbinden.
De roman van Jack Finney verschilt hier en daar van het filmscenario. In het boek verlaten de buitenaardse wezen uiteindelijk de aarde omdat de mensen te veel weerstand bieden. Daarnaast leven de ‘peulen’ maar ongeveer vijf jaar in hun nieuwe vorm. Dat zou betekenen dat als de laatste mens zou zijn overgenomen de aarde na vijf jaar een dode planeet zou zijn geworden. De weerstand van de mensheid wordt gesymboliseerd door de hoofdpersoon Miles die ontdekt waar de peulen worden gekweekt. Hij weet een groot deel te vernietigen door hun kweekplaatsen in brand te steken. Hierna vluchten de overige ‘peulen’ terug naar hun eigen planeet. De peulen die reeds mensen hebben overgenomen sterven na vijf jaar. Intussen wordt het dorpje opnieuw bevolkt en blijkt ook dat Jack en Teddy in het boek niet zijn overgenomen door de peulen.

## Acteurs
Producent Walter Wanger wilde oorspronkelijk Gig Young, Dick Powell en Joseph Cotten in de rol van Miles Bennell, naast Anne Bancroft, Donna Reed, Kim Hunter, en Vera Miles in de vrouwelijke bijrollen. Vanwege het lage budget (300.000 dollar) kon hij deze acteurs echter niet in huren. Zijn tweede keuze voor de hoofdrol was Richard Kiley, die kort daarvoor te zien was in Phoenix City Story. Kiley wees de rol echter af. Uiteindelijk was Wanger gedwongen om twee relatief onbekende acteurs de hoofdrollen te geven: Kevin McCarthy en Dana Wynter.
Sam Peckinpah die fungeerde als dialog-coach had een klein rolletje als Charlie, de meteropnemer. Producent Wanger was erg ingenomen met actrice Dana Wynter. Hij had haar gezien op het kantoor van de William Morris Agency in New York en vond haar geknipt voor de rol. Allied Artists wilde echter Vera Miles inhuren. Maar die was volgens Wanger toch te duur en hij schoof Wynter naar voren die hij een ‘Grace Kelly als brunette met het vuur van Ava Gardner’ noemde. Hij was bijna te laat want Wynter had net een contract met 20th Century Fox getekend. Gelukkig voor Wanger verzette Fox de contractdatum zodat de actrice alsnog mee kon doen.

## Productie

### Inleiding
De film werd in 23 dagen opgenomen door cinematograaf Ellsworth Fredericks. Opnames vonden plaats van 23 maart 1955 tot 18 april 1955. Oorspronkelijk wilde Wanner de film opnemen op locatie in Mill Valley, net ten noorden van San Francisco. Deze locatie bleek echter te duur. De locatieopnames vonden uiteindelijk plaats in Sierra Madre, Chatsworth, Glendale, Bronson Canyon en Beachwood Canyon. Binnenopnames vonden plaats in de Allied Artists studio. Het totale budget kwam uit op $382.190.

### Opnamen
Oorspronkelijk was de film begroot op 454.864 dollar, maar de studio drong erop aan om dit bedrag te verlagen. Producent Wanger kwam toen met een opnameschema van 20 dagen tegen 350.000 dollar aan kosten. Siegel liet acteurs en filmploeg werkweken maken van zes dagen en slaagde erin om de film op te leveren in 23 dagen. De drie extra dagen waren het gevolg van enige ‘night-for-night’ opnamen die de nodige tijd vereisten. De acteurs waren uitgeput en kregen nauwelijks de tijd om te repeteren of zelfs maar een pauze te houden na een inspannende opname. Er was geen second-unitploeg die opnamen maakte. Toen de studio de film had gezien was men niet tevreden met het einde, dat veel te somber werd geacht. In september volgden nog enkele opnamen voor de nog toe te voegen proloog en epiloog. De film gebruikte nauwelijks speciale effecten (kosten 15.000 dollar) zodat de film uiteindelijk uit kwam op 382.190 dollar.

### De peulen
Artdirector Ted Haworth was verantwoordelijk voor de ‘peulen’ in de film. Hij zocht een manier om die realistisch in beeld te brengen en toch binnen het budget te blijven. De grote uitdaging was het moment dat de peulen openbarsten en de replica’s van de mensen te zien zijn. Voor die replica’s werd van het naakte lichaam van de acteur en actrice een afdruk in latex gemaakt. De afdrukken waren zo suggestief dat Haworth vreesde voor de censuur. Om die reden werd grote zeepbellen gecreëerd die de lichamen gedeeltelijk verhulden. De totale kosten voor de peulen en de replica’s bedroeg 30.000 dollar. Het maken van de latexafdruk was erg zwaar. De acteurs en actrices werden overdekt met heet latex en konden alleen ademen door een rietje. Voor actrice Carolyn Jones die last had van claustrofobie was het maken van afdruk een marteling. De ploeg die de afdruk maakte, haalde een grapje uit met actrice Dana Wynter. Halverwege het harden van de latex riepen ze,: “niet weggaan Dana, we gaan nu even lunchen”. De opnamen met de peulen in de kas werden gemaakt in de studio (de Sunset studio’s) vanwege alle apparatuur die nodig was om te filmen dat de peulen uitkomen.

### De vlucht van Miles
Hoofdpersonage Miles Bennell vlucht aan het einde van de film naar de snelweg. Een echte snelweg kon niet worden gebruikt dus vroeg Siegel aan de politie om een brug die een weg overspande af te sluiten voor verkeer. Alleen vijftien trucks en personenauto’s gereden door stuntmensen mochten over de brug rijden. Er was geen geld om allerlei speciale effecten te gebruiken, dus moest acteur Kevin McCarthy echt tussen de auto’s en truck rennen. Het was aan het einde van de opnamen in de vroege ochtend en McCarthy was uitgeput. Het gevaar bestond dat hij voor een auto’s zou vallen. Siegel waarschuwde de stuntmensen extra alert te zijn en wonder boven wonder gebeurden er geen auto-ongelukken.

### Acteurs en actrices
Nieuwkomer Dana Wynter werd naar eigen zeggen als ‘groentje’ door iedereen goed behandeld. De enige uitzondering was de ervaren actrice Carolyn Jones die Wynter unfair behandelde en niets deed om haar te helpen. De tegenspeler van Wynter, Kevin McCarthy had andere problemen. Hij vond dat de personages nauwelijks werden uitgediept in het scenario en vond de dialogen banaal. Hij vond ook de opnamen fysiek uitputtend, vooral de ontsnappingsscène waarbij ze een heuvel op moest rennen en weer naar beneden door allellei struiken en ruig terrein.

### Proloog en epiloog
Voor de proloog wilde producent Wanger allerlei speeches en voorwoorden gebruiken. Hij deed de suggestie om Kevin McCarthy als Miles een voice-over te laten doen. Aanvankelijk wilde hij uitspraken van Winston Churchill gebruiken. Later had hij het idee om Orson Welles een voorwoord te laten inspreken evenals de trailer. Maar Welles weigerde. Ook SF-auteur Ray Bradbury bedankt voor de eer. Uiteindelijk schreef scenarist Mainwaring het voorwoord en sprak McCarthy die uit. Het oorspronkelijke einde van de film liet McCarthy zien die tegen de camera roept: “Jij bent de volgende!”. Dit moest worden vervangen door een einde waarbij de hoofdpersoon wordt geloofd en de autoriteiten maatregelen nemen. Het voorwoord dat McCarthy in de proloog uitspreekt als voice-over had hier ook mee te maken. Omdat het verhaal nu in een soort flashback wordt verteld, weet het publiek eigenlijk al dat het goed gaat aflopen met het hoofdpersonage.

## Voorvertoningen
Allied Artists plande drie voorvertoningen in. Hoewel deze voorvertoningen succesvol waren, bleek wel dat het publiek te veel op het verkeerde moment lachte en niet altijd in staat was de film te volgen. Hierop liet de studio vrijwel alle humor uit de film snijden.Op verzoek van producent Wanger werd het Superscopeformaat niet gebruikt en behield de film zijn ratio van 1:85:1 in plaats van 2:00:01 van Superscope.

## Uitgave en ontvangst
Invasion of the Body Snatchers werd goed ontvangen door critici, en wordt gezien als een van de beste films van 1956. Op Rotten Tomatoes scoort de film 97% aan goede beoordelingen.

## Opvolgers
De film kent verschillende nieuwe versies, waarvan de bekendste waarschijnlijk de gelijknamige versie uit 1978 met Donald Sutherland. In 1993 maakte regisseur Abel Ferrara zijn eigen versie van de film genaamd Body Snatchers die maar losjes was gebaseerd op het boek. De meest recente versie is The Invasion uit 2007 met in de hoofdrol Nicole Kidman en Daniel Craig.

## Allegorieën
Hoewel Siegel gewoon een goede en spannende film wilde maken, zagen anderen meer symboliek in de film. Zo werd de film gezien als een commentaar op de heksenjacht op communisten in de VS door senator Joseph McCarthy, terwijl anderen het zagen als een allegorie op het verlies van persoonlijke vrijheid in Rusland of andere landen met een communistische bewind. Ook is wel beweerd dat de film commentaar geeft op de maatschappij waar mensen steeds minder invloed op kunnen uitoefenen.

## Dvd en blu-ray
In 1998 kwam een dvd-versie op de markt en in 2002 een heruitgave. Beide dvd’s hebben zowel de versie in Superscope als in de normale ratio. Er bestaat ook een Britse dvd-versie met zowel een zwart-wit- en een ingekleurde versie. In 2012 kwam de blu-rayversie uit.